# Wolfgang Jaeger (Politiker)
Wolfgang Jaeger (* 6. Januar 1935 in Gelsenkirchen; † 2. November 2020 ebenda) war ein deutscher Politiker (CDU). Er war von 1970 bis 1975 sowie von 1980 bis 1995 Abgeordneter im Landtag von Nordrhein-Westfalen.

## Leben und Beruf
Nach dem Besuch der Volksschule absolvierte er eine kaufmännische Ausbildung und war als kaufmännischer Angestellter tätig.
Der CDU gehörte Jaeger seit 1958 an. Er war in zahlreichen Parteigremien tätig, so u. a. von 1983 bis 1987 Kreisvorsitzender des CDU-Kreisverbandes Gelsenkirchen. Außerdem war er Vorsitzender des Christlichen Gewerkschaftsbundes CGB, Landesverband Nordrhein-Westfalen. Er starb am 2. November 2020 in Gelsenkirchen.

## Abgeordneter
Vom 26. Juli 1970 bis zum 27. Mai 1975 und vom 29. Mai 1980 bis zum 31. Mai 1995 war Jaeger Mitglied des Landtags des Landes Nordrhein-Westfalen. Er wurde jeweils über die Landesliste seiner Partei gewählt.
Dem Rat der Stadt Gelsenkirchen gehörte er von 1964 bis 1991 an. Ferner war er Mitglied im Bezirksplanungsrat beim Regierungspräsidenten Münster.

## Ehrungen
- 1984: Verdienstkreuz am Bande der Bundesrepublik Deutschland